# Vroutek
Vroutek (německy Rudig nebo také Rüdig) je město v okrese Louny v Ústeckém kraji, pět kilometrů jižně od Podbořan. Včetně částí Lužec, Mlýnce, Mukoděly, Skytaly, Vesce, Vidhostice a Vrbička ve Vroutku žije přibližně 1 900 obyvatel.

## Název
Název města je odvozen ze slova vrutice, které vzniklo zpodstatněním přídavného jména vruta ve významu divoká, prudká nebo dravá voda. V historických pramenech se vyskytuje ve tvarech: Wrutek (1227–1408), Wrútek (1441), na Vroutek (1513, 1543), Wrautek (1628) nebo Rudig (1787).

## Historie

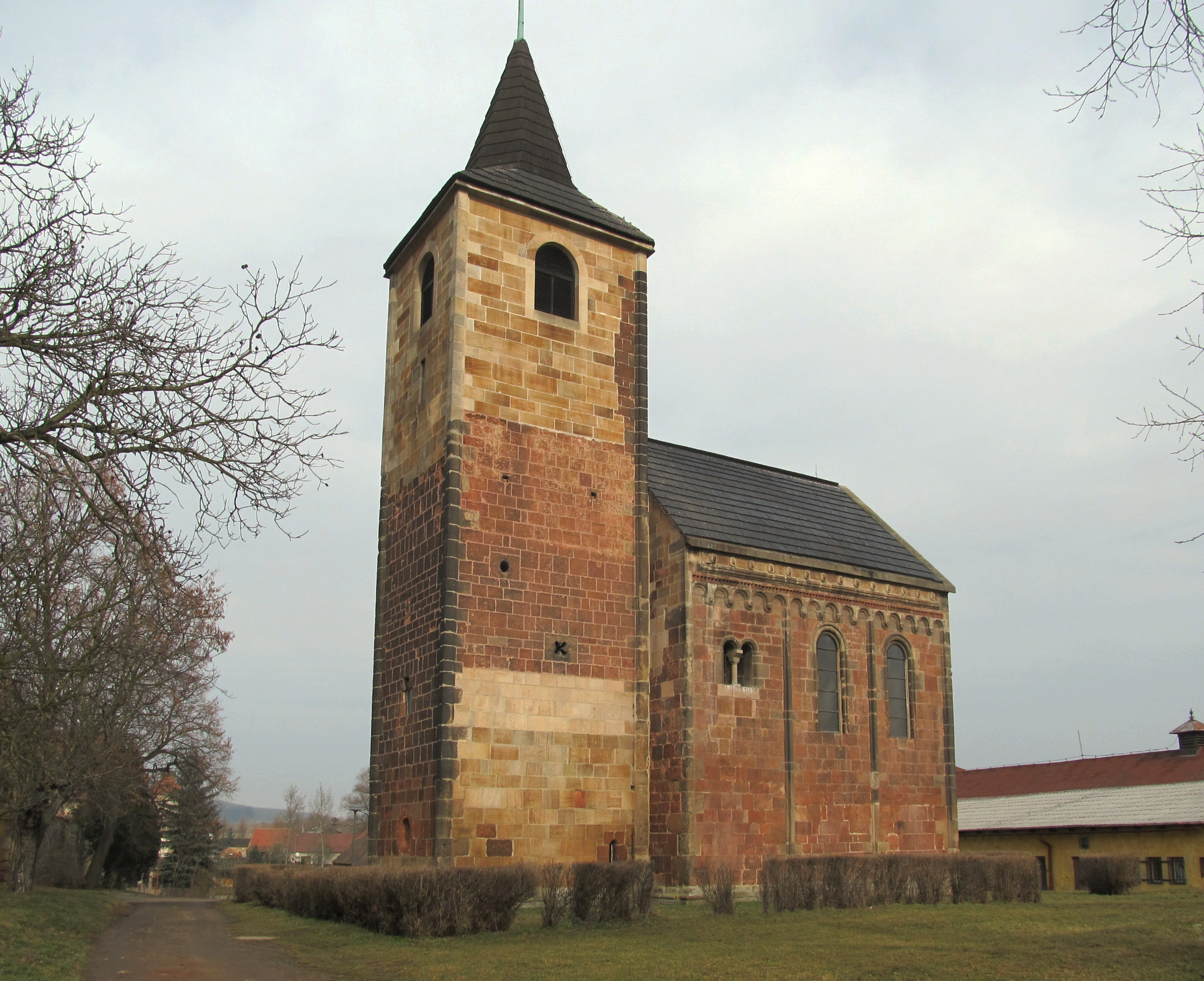
Románský kostel svatého Jakuba Většího

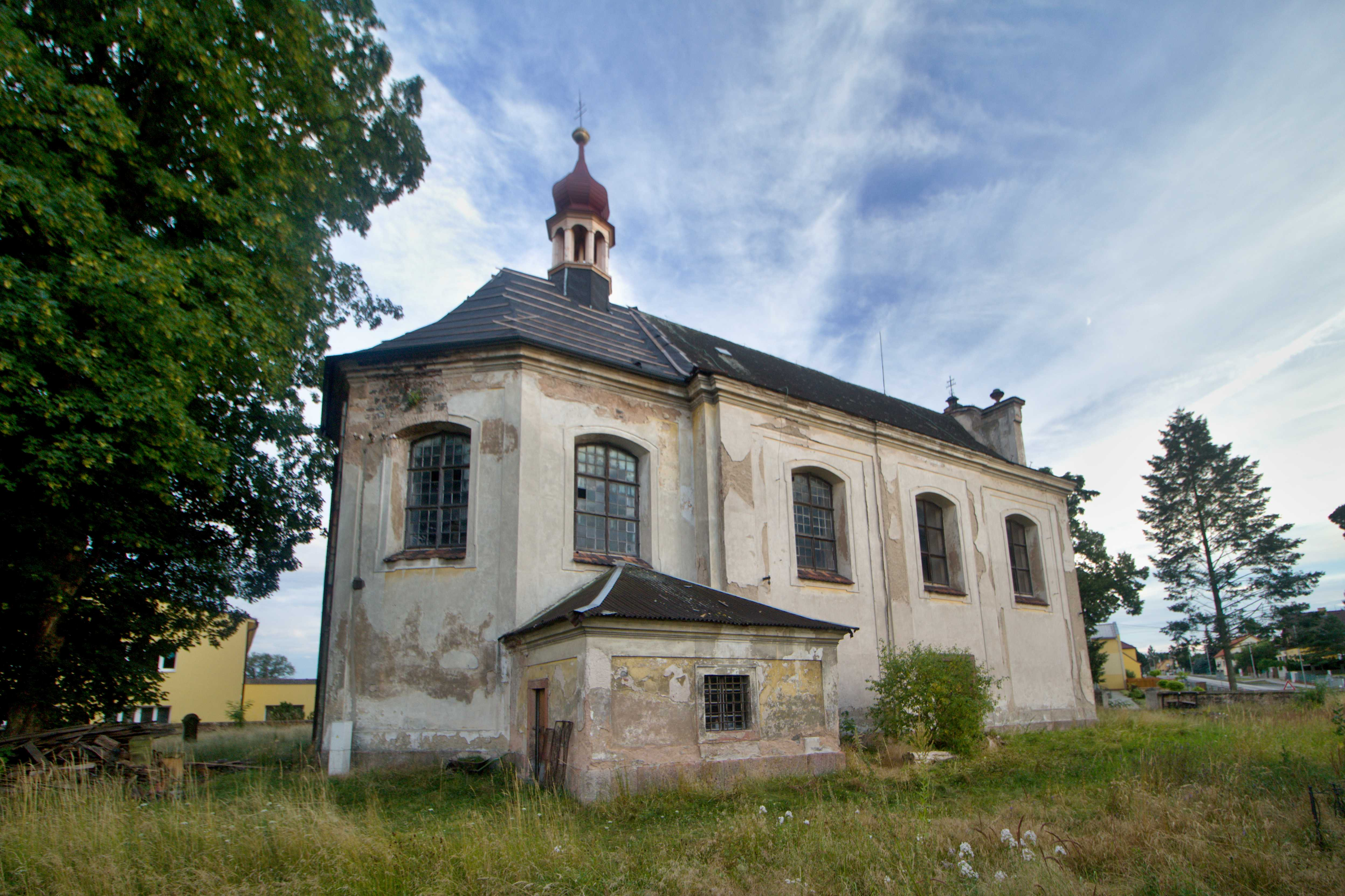
Barokní farní kostel sv. Jana Křtitele

### Nejstarší dějiny
První písemná zmínka o Vroutku pochází z roku 1227. Nachází se v závěti Kojaty z rodu Hrabišiců, který vesnici odkázal zderazskému klášteru křižovníků v Praze. Vroutek se tehdy nacházel u obchodní cesty spojující severozápadní a západní Čechy. Ležel také přibližně v polovině vzdálenosti mezi dalšími Kojatovými statky v okolí Mostu a Dolního Jamného a byl výchozím bodem při kolonizaci Žluticka a Doupovských hor. Jádrem vsi byl kostel svatého Jakuba se šlechtickým dvorcem, jehož obytná budova stála asi šest metrů od kostela.
Koncem čtrnáctého století, snad roku 1393, Vroutek přešel do majetku postoloprtského kláštera. Klášter je spojován s povýšením vsi na poddanské městečko a nejspíše někdy v té době se začala formovat urbanistická podoba sídla. Při ní prošlo k propojení starší hrabišické části v okolí kostela svatého Jakuba a mladší lokační vsi, založené křížovníky nebo benediktýny v místech Kryrské ulice. Jeden z řádů také založil městečko s obdélným náměstím podél cesty z Vroutku do Podbořan.
Není jasné, kdo ovládal Vroutek po vypálení postoloprtského kláštera husity v roce 1420, ale na rozhraní Žatecka a Rakovnicka získali mnoho vesnic páni z Gutštejna. Následujícího roku krajem prošli účastníci druhé křížové výpravy, kteří během obléhání Žatce plenili široké okolí, a po ústupu od města opět procházeli přes Vroutek. V listopadu krajem navíc ustupoval Jan Žižka po bitvě u Žlutic. Teprve potom se poměry mezi katolíky a husity začaly uklidňovat.
Městečko ovládli žatečtí měšťané, kterým jeho držení 21. září 1436 potvrdil král Zikmund. Dne 1. dubna 1437 zapsal Vroutek Alešovi ze Šumburka, přičemž v této listině je Vroutek poprvé uveden jako městečko. Žatečtí se však Vroutku nejspíše nevzdali a roku 1438, po bitvě u Želenic, využil jejich oslabení Jakoubek z Vřesovic, který Vroutek obsadil. O tři roky později žatečtí městečko přepadli a pobili posádku Jakoubkovy tvrze. Není jasné, kde šlechtické sídlo stávalo, ale předpokládá se, že to bylo buď v místech staršího dvorce, nebo na místě bývalého pivovaru u domu čp. 159 v Nádražní ulici. Jakoubek předložil spor s Žatcem o Vroutek soudu, ale rozsudek se nedochoval. Patrně skončil ve prospěch města a Jakoubek od něj dostal peněžitou náhradu.
Žatci poté Vroutek patřil do roku 1454, kdy měšťané nedokázali před sněmovní komisí prokázat, navzdory listinám císaře Zikmunda, své nároky. Postoloprtský klášter neexistoval, a proto ho král Jiří z Poděbrad  nejspíše roku 1459 zapsal Heřmanu Sirotkovi ze Zhořce za 1200 uherských zlatých. Někdy ve druhé polovině patnáctého století došlo k rozdělení Vroutku mezi dva majitele. Heřman Sirotek zřejmě vlastnil jen menší část s tvrzí, zatímco většinu městečka získali páni z Veitmile, kteří roku 1480 koupili většinu bývalého panství postoloprtského kláštera. Sirotkové ze Zhořce svůj díl v roce 1510 prodali Jiřímu Údrčskému z Údrče, pro něhož se vroutecká tvrz stala hlavním sídlem. Teprve Jiřího syn Jindřich Údrčský z Údrče roku 1543 za 3500 kop míšeňských grošů a dalších 250 kop grošů koupil zbývající část městečka od Šebestiána z Veitmile a spojil tak oba díly do jednoho panství.
V průběhu šestnáctého století se v držení dále vystřídali: Jiřík Údrčský z Údrče, Šebestián z Veitmile, Jindřich mladší Údrčský, Jan Valdemar z Lobkovic a ten roku 1588 přenechal Vroutek svému věřiteli Radoslavu z Vchynic. Roku 1589 koupili Vroutek Hrobčičtí z Hrobčic. Rod Hrobčických se do dějin Vroutku zapsal rozsáhlou opravou románského kostela původem z přelomu dvanáctého a třináctého století. Protože se roku 1618 zúčastnili v řadách nekatolické šlechty stavovského povstání proti císaři, byli po Bílé hoře potrestáni konfiskací majetku. Vroutek získal od císaře Ferdinanda II. někdy po roce 1630 velmi výhodně Heřman Černín z Chudenic, který jej připojil k petrohradskému panství.
Vroutek postihly krátce po sobě dvě katastrofy: při požáru roku 1599 lehla popelem velká část městečka, během třicetileté války, roku 1645 vydrancovali Vroutek Švédové. Ještě o deset let později byla většina domů pustá. Po čase městečko osídlilo nové, převážně německé obyvatelstvo.
V polovině osmnáctého století se ve Vroutku nacházel pivovar, dva mlýny, škola. První škola byla pro německy mluví obyvatelstvo založena roku 1721. Od roku 1802 ve Vroutku působila vojenská posádka. Černínové drželi Vroutek do roku 1848, kdy bylo poddanství definitivně zrušeno a Vroutek se stal svobodným městečkem. K rozvoji obce také významně přispělo otevření železnice Plzeň–Žatec v roce 1873. Panský velkostatek ve Vroutku vlastnili Černínové až do roku 1918.

### Po roce 1918
Za první republiky se vroutecký lesní revír rozkládal na 270 ha. Až roku 1922 byla založena česká škola, protože 95 % obyvatel bylo německé národnosti. Roku 1926 byl vztyčen pomník padlým z první světové války. Po Mnichovské dohodě byl Vroutek, jako součást Sudet, připojen k Třetí říši. Vroutek byl osvobozen začátkem května 1945 Rudou armádou. Jelikož většina obyvatelstva byla německé národnosti došlo i zde k tragickým událostem. Pod místním fotbalovým hřištěm byla zastřelena celá německá rodina včetně tří dětí ve věku jednoho roku až dvanácti let. Po odsunu Němců přicházeli do Vroutku dosídlenci z českého vnitrozemí, zejména z Plzeňska, Rakovnicka a Berounska, ale také z Volyně. V sedmdesátých letech dvacátého století došlo ve Vroutku k demolicím mnoha domů a stavení. Což mělo za následek radikální změnu genia loci. Na uvolněných prostranstvích bylo postaveno kino, zdravotní středisko, nákupní středisko či prodejna SD Jednota. Avšak některá prostranství zůstala prázdná. V roce 1975 byl Pomník padlých z první světové války přesunut ze svého původního místa před kostelem svatého Jana Křtitele k hlavní křižovatce. Brzy po válce byly odstraněny původní německé nápisy, části žulových bloků a místo německé přilbice dodána pěticípá rudá hvězda, která byla po sametové revoluci opět odstraněna.
Status města byl Vroutku navrácen 23. ledna 2007. V současnosti (2019) je město Vroutek členem Svazku obcí Podbořansko, v územní působnosti MAS Vladař.

### Období léta 1945
Během divokého období po skončení druhé světové války se stalo ve Vroutku několik kontroverzních incidentů. Největší počet obětí měla poprava celé rodiny českých Němců včetně dětí. Podle zápisu StB z roku 1947 a pamětní knihy staničního úřadu Vroutek, byl 19. června 1945 ubodán na Hlavní ulici ve Vroutku František Zelenka. Zelenka byl dosídlencem, který měl převzít do národní správy zdejší strojírenskou dílnu po místním Němci, který během války narukoval do Werhmachtu a jeho osud nebyl znám. Tchán tohoto muže, Vincenc Hertl, bodl Zelenku obuvnickým nožem a smrtelně ho zranil. Hertlovi, podle vyšetřovacího spisu, manželka a dcera pomáhaly tak, že Františka Zelenku držely. Incident vyšetřovali četníci a ozbrojenci z jednotky Černý lev, na místo se dostavil i okresní četnický velitel s pohotovostním oddílem, vedoucí úřadu Okresní správní komise v Podbořanech, dr. Krása, okresní soudce JUDr. Ježek a úřední lékař Walter Zimmermann. Celé město Vroutek bylo vojskem obklíčeno a ozbrojenci z jednotky Černý lev všechny obyvatele německé národnosti shromáždili na náměstí, kde čekali na tělesné a domovní prohlídky. Všichni muži od 16 do 60 let byli tělesně prohlédnuti na četnické stanici, zda nemají značky tetování SS. Byli zatčeni 3 muži SS. Dále bylo zatčeno a odvezeno do Kladna na práci do dolů 60–70 mužů, byli vzati jako rukojmí.  Zde zemřeli Emil Vettermann (19 let), Franz Friedrich (53 let). 
Dr. Krása nařídil pro odstrašení a za nenávist vůči Čechům zastřelení útočníka Vincence Hertla (70 let), jeho manželky Marie Hertlové (65 let), dcery Gabriely Polákové (39 let) a jejích tří dětí: Manfréda Poláka (12 let), Ferdinanda Poláka (6 let) a Bernharda Poláka (1 rok). Popravu provedli ozbrojenci z jednotky Černý lev u starých kabin vedle fotbalového hřiště večer v 18 hodin. Mrtvoly byly vloženy do hrobu v přilehlém pískovém lomu.
V červnu 1945 byl zastřelen řezník Alois Šauer. Zabit byl zřejmě kvůli majetku a nebyl zapsán ani do knihy zemřelých. Bydlel v čp. 101 (dnes Domov pro seniory). Na jeho poněmčené jméno byl vystaven konfiskační dekret místním národním výborem. 
V létě 1945 byl zastřelen u hřbitovní zdi Heinrich Panhans (58 let). Další vroutečtí občané byli zastřeleni 7. června při masové popravě 70 Němců u Valovského lesa poblíž Očihova, kteří byli vybráni z internace v táboře pro Němce v Podbořanech. Zavražděni byli Anton Eisenkolb (53 let), Rudolf Lifka, a Otto Tittelbach (27 let) – sekretář města, Otto Swipp (tesař 39 let). Dále byli zavražděni či zmizeli tito vroutečtí občané: Anton Kraus-učitel, Anton Lenz a Josef Urbanek. Ve Vroutku byl dále na ulici zastřelen ruskými vojáky policista Fritz Scheufler z Jesenice.
Dne 13. června (nebo 12. května) 1945 zemřel v zajetí ve Vroutku německý novinář a politik NSDAP Karl Viererbl.

## Přírodní poměry
Vroutek se nachází na horním toku potoka Podhora u jihovýchodního úpatí Doupovských hor v Rakovnické pahorkatině. Přes město vede silnice č. 226 mezi Podbořany a Chyšemi. Sousední města jsou Buškovice a Podbořany na severu, Valov na severovýchodě, Mukoděly na jihovýchodě, Vidhostice na jihu, Drahonice, Vesce a Lužec na jihozápadě, Dětaň na západě a Kružín na severozápadě.
Jižně od města vyvěrá poblíž hranice s katastrálním území Mukoděly slabý minerální pramen s hydrogenuhličitanovou, sodno-vápenato-hořečnatou vodou. Voda obsahuje 1400 mg·l−1 oxidu uhličitého a má celkovou mineralizace asi 2 g·l−1.

## Obyvatelstvo
Při sčítání lidu v roce 1921 zde žilo 1 806 obyvatel (z toho 851 mužů), z nichž bylo 77 Čechoslováků, 1 708 Němců a 21 cizinců. S výjimkou patnácti evangelíků, čtyřiceti židů a jednoho člověka bez vyznání se hlásili k římskokatolické církvi. Podle sčítání lidu z roku 1930 mělo město 2 148 obyvatel: 270 Čechoslováků, 1 826 Němců, třináct Židů, jednoho příslušníka jiné národnosti a 38 cizinců. Výrazně dominovala římskokatolická většina, ale žilo zde také 23 evangelíků, pět členů církve československé, 54 židů a 29 lidí bez vyznání.
| Město Vroutek       | Město Vroutek | Město Vroutek | Město Vroutek | Město Vroutek | Město Vroutek | Město Vroutek | Město Vroutek | Město Vroutek | Město Vroutek | Město Vroutek | Město Vroutek | Město Vroutek | Město Vroutek | Město Vroutek | Město Vroutek |
|                     | 1869          | 1880          | 1890          | 1900          | 1910          | 1921          | 1930          | 1950          | 1961          | 1970          | 1980          | 1991          | 2001          | 2011          | 2021          |
| ------------------- | ------------- | ------------- | ------------- | ------------- | ------------- | ------------- | ------------- | ------------- | ------------- | ------------- | ------------- | ------------- | ------------- | ------------- | ------------- |
| Obyvatelé           | 2 670         | 3 076         | 3 047         | 3 331         | 3 386         | 3 221         | 3 421         | 1 938         | 2 169         | 1 839         | 1 942         | 1 922         | 1 877         | 1 880         | 1 790         |
| Místní část Vroutek |               |               |               |               |               |               |               |               |               |               |               |               |               |               |               |
| Obyvatelé           | 1 198         | 1 496         | 1 573         | 1 849         | 1 838         | 1 806         | 2 148         | 1 231         | 1 460         | 1 363         | 1 543         | 1 627         | 1 626         | 1 613         | 1 538         |
| Domy                | 230           | 256           | 276           | 306           | 304           | 307           | 410           | 408           | 347           | 342           | 343           | 417           | 438           | 458           | —             |

## Obecní správa

### Místní části
- Vroutek
- Lužec
- Mlýnce
- Mukoděly
- Skytaly
- Vesce
- Vidhostice
- Vrbička

### Znak
Znak byl městu udělen předsedou poslanecké sněmovny 25. května 2006. Popis znaku: „Ve zlatém štítě kněz v červené klerice a pláštíku, stříbrné rochetě, s černým kloboukem se šesti střapci na každé straně, se zlatým pektorálem na zlaté stuze na krku, stojící s pozdviženýma rukama v prázdném gotickém oblouku a v červeném sloupoví, mezi dvěma černými gotickými okny s kružbami.“ Vzorem znaku byla městská pečeť vytvořená nejspíše v osmnáctém století. Postava v ní, převzatá také do znaku, odkazuje ke svatému Benediktovi a je ztvárněna jako kněz/opat. Černý klobouk se šesti střapci v osmnáctém století náležel tzv. exemptnímu opatovi, který byl v církevním právu podřízen pouze papeži. Toto postavení měl opat benediktinského kláštera Montecassino, a je proto pravděpodobné, že městská pečeť se používala od dob, kdy městečko vlastnili postoloprtští benediktýni.

## Doprava

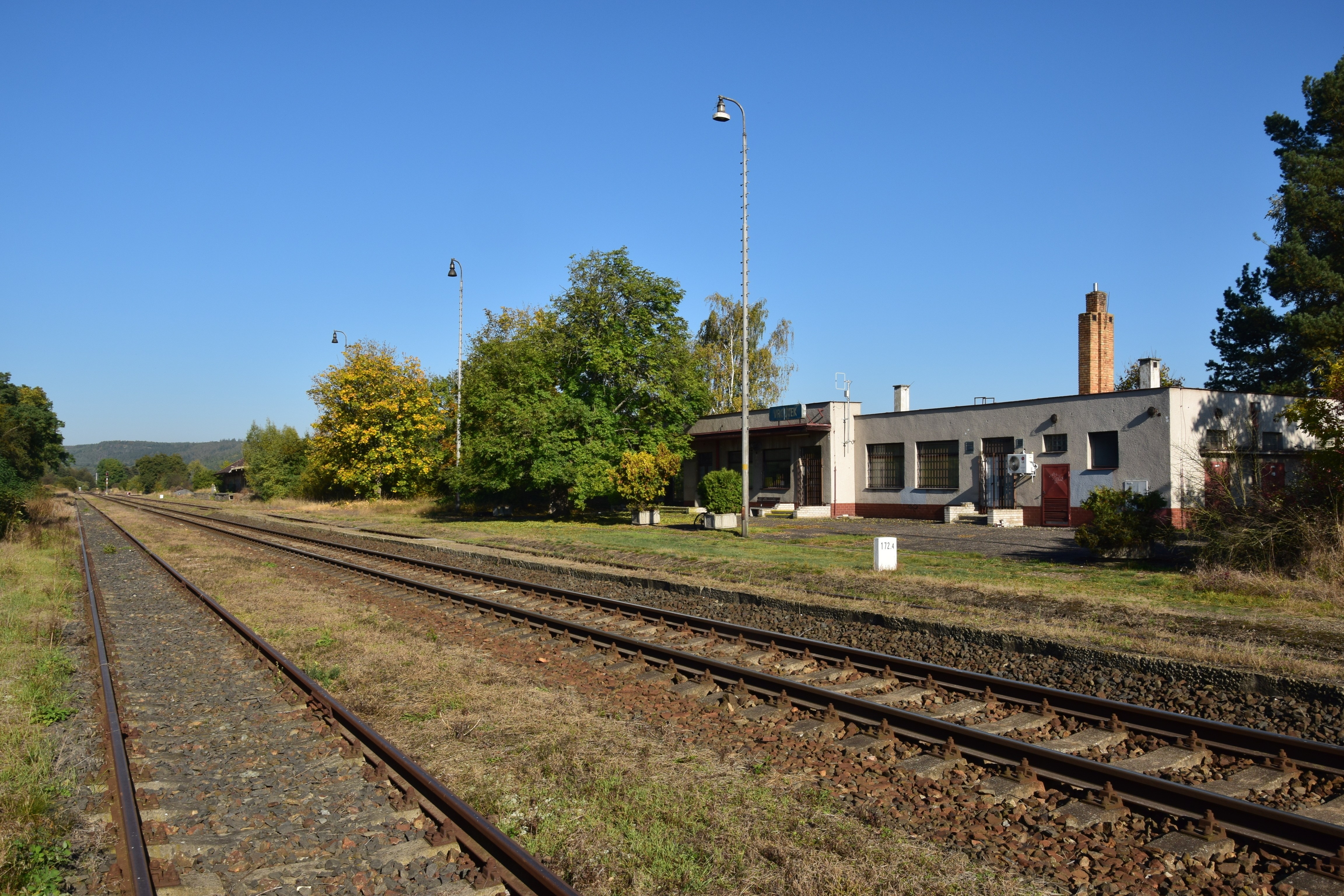
Nádraží

Městem vedou silnice II/226 a železniční trať Plzeň–Žatec, na které zde stojí stanice Vroutek.

## Průmysl
Ve městě sídlí podniky Vodest Vroutek, opravna vysokozdvižných vozíků značky Desta, dále vepřín ANIMO Žatec, či Pila Vroutek, Vroutex, gumárna, laminátovna a řada dalších drobných živnostníků.

## Společnost

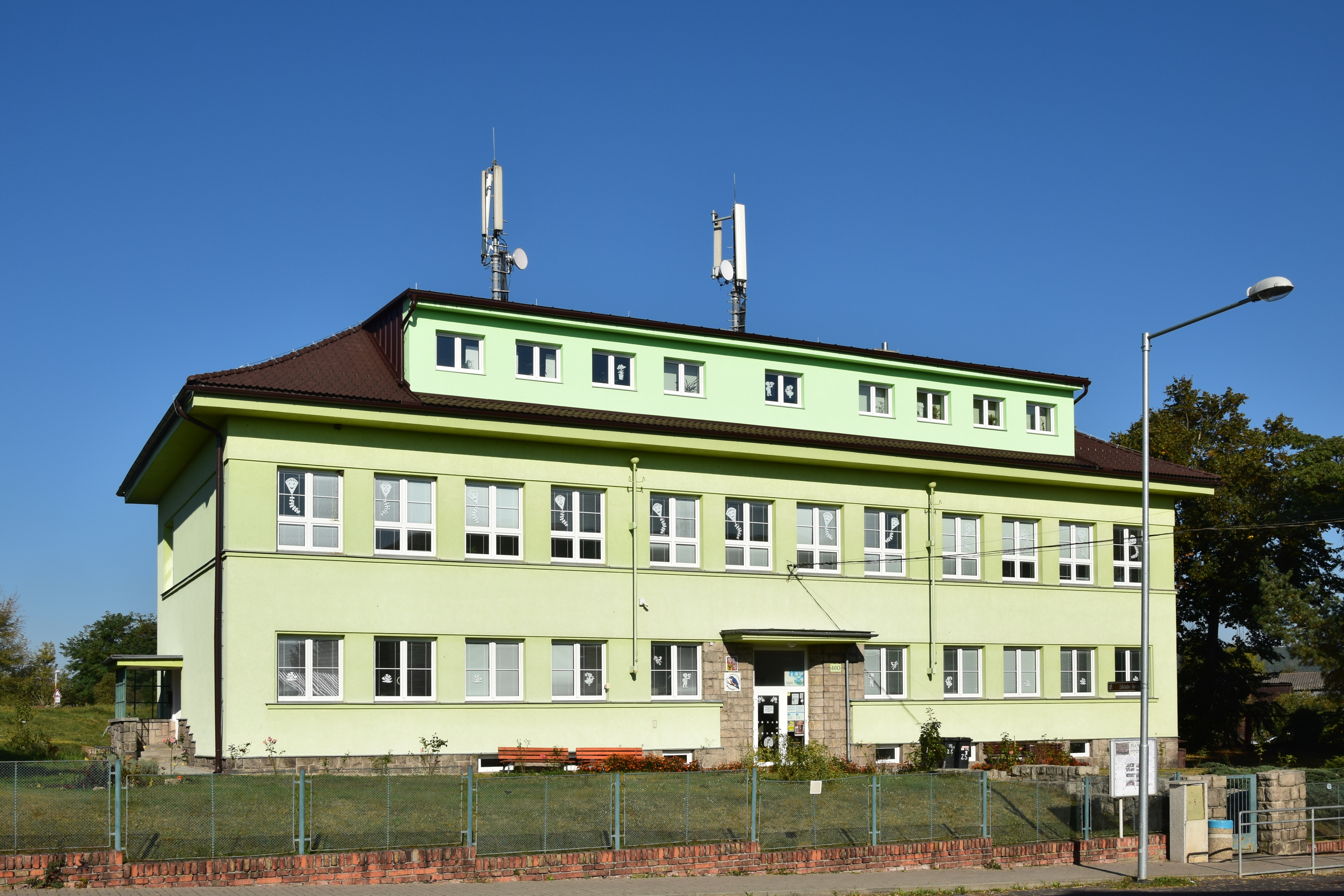
Budova školy

V letním období je Vroutek dějištěm několika hudebních a kulturních akcí pod širým nebem. K největším akcím patří open air festival Rock for Churchill, dále také Motorkářský sraz, Jakubské léto a Noc kostelů. Dále mezi tradiční kulturní akce patří Staročeské máje a Masopust.
Ve městě je základní škola s kapacitou 400 žáků a mateřská škola pro 75 dětí.

### Spolky
Ve Vroutku funguje množství spolků a organizací: dobrovolní hasiči, fotbalový klub, chovatelé, včelaři, rybáři, volejbalisté, zahrádkáři, Okrašlovací spolek Budíček či Vroutek lidem.

## Pamětihodnosti
- Kostel svatého Jakuba Většího – románská stavba z první poloviny třináctého století
- Kostel svatého Jana Křtitele – barokní stavba z roku 1726
- Sloup se sousoším svaté Anny Samotřetí z poloviny sedmnáctého století
- Morový sloup se sousoším Piety vystavěný roku 1714
- Tvrz, archeologické naleziště
- Památný strom Lípa Doc. Antonína Pyška na náměstí[38]

## Osobnosti
- Nicolas Bergmüller, (před r. 1719 – 1774), vroutecký rodák, mistr varhanář[39]
- Hubert Tittelbach (1813–1890), vroutecký rodák, lékař, starosta Žatce a poslanec parlamentu
- Franz Vogl (1821–1891), vroutecký rodák, hudební skladatel a profesor pražské konzervatoře
- Franz Schreiter (1861–1935), vroutecký rodák, pedagog, poslanec Říšské rady
- Josef Funk (1867–1924),vroutecký rodák, duchovní
- Franz Vogl, zemský soudní rada v Litoměřicích
- Anton Stanka, starosta Vroutku 1874–1905, roku 1901 obdržel zlatý Záslužný kříž od císaře Františka Josefa I.[40]
- Antonín Pyšek (1929–2002) byl odborníkem na ruderální a synantropní flóru a významně se podílel na jejím studiu v celoevropském měřítku.
- Jiří Beneš (1930–1995), učitel a ředitel vroutecké školy, školský inspektor, kronikář a malíř. V roce 2010 mu byl udělen titul Čestného občana města Vroutek